# Ger Vos
Gerard Willem Elise (Ger) Vos (Kerkrade, 19 april 1944) is een Nederlands dirigent en muziekpedagoog.

## Levensloop
Ger Vos studeerde vanaf 1971 aan het Maastrichts Conservatorium Harmonie-, Fanfare- en Koordirectie en behaalde hiervoor de bijbehorende praktijkdiploma’s in respectievelijk 1975 en 1977. Aan hetzelfde conservatorium behaalde hij in 1986 bij Lucas Vis en Anton Kersjes het diploma Uitvoerend Musicus (UM) Orkestdirectie (het vroegere Eindexamen, het tegenwoordige Master of Music). Aan het Rotterdams Conservatorium sloot hij in 1980 bij Jan Eelkema zijn studie af voor het diploma UM Koordirectie. Daarnaast volgde hij vele directie- en interpretatiecursussen onder andere bij Felix de Nobel en in Wenen, Oostenrijk bij de Zweedse koorpedagoog professor Eric Ericson tijdens de befaamde Wiener Meisterkurse (Wiener Meesterklasse).
Hij is vaste dirigent van Vocaal Ensemble Vivavoce te Wageningen, het Concertkoor Haarlem en de Christelijke Oratoriumvereniging Valerius te Barneveld. Hij was van 1985 tot medio 2015 koordirigent bij de Wageningse Studenten Koor en Orkest Vereniging. Als docent directie was hij lang verbonden aan de Stichting Samenwerkende Nederlandse Korenorganisaties (tegenwoordig Kunstfactor-Unisono) en vanaf 1980 was hij 25 jaar lang docent bij de bekende Kurt Thomas-zomercursus voor dirigenten. Ook was hij hoofdvakdocent koordirectie aan het toenmalig Stedelijk Conservatorium te Arnhem. Verder leidde hij vele scratch-uitvoeringen en workshops onder andere bij het Brabants Korenfestival te Eindhoven en de Scratchdagen te Leiden, gaf hij gastdirecties, onder meer bij het Limburgs Symfonie Orkest, dirigeerde hij operaproducties en nam hij zitting in de jury bij diverse koorevenementen.
Onder zijn leiding staan talloze uitvoeringen o.a met medewerking van het Brabants Orkest, het Dordts Kamerorkest, het vroegere Randstedelijk Begeleidings Orkest (het huidige RBO Sinfonia), Het Gelders Orkest, het Noordhollands Philharmonisch Orkest (het huidige Het Balletorkest) en het, reeds genoemde, Limburgs Symfonie Orkest. Als vaste dirigent was hij enkele jaren verbonden aan het Kerkraads Symphonie Orkest. Even talrijk zijn, naast de grote oratorium uitvoeringen, de a-capella-werken die hij met diverse vocale ensembles uitvoerde.

## Trivia
- Ger Vos is lid van de Koninklijke Nederlandse Toonkunstenaars Vereniging

## Onderscheidingen
- In 2018 ontving Ger Vos het Wagenings Erezilver.
- In 2019 ontving hij de Haarlemse penning van verdienste vanwege "de grote en langdurige inzet voor het Concertkoor Haarlem, een kwalitatief hoogstaand Haarlems oratoriumkoor. Met deze inzet toonde Vos zich verdienstelijk voor de zangkunst in de regio Haarlem."
- In 2022 werd Ger Vos benoemd tot Ridder in de Orde van Oranje-Nassau.